# Château de Ruffey

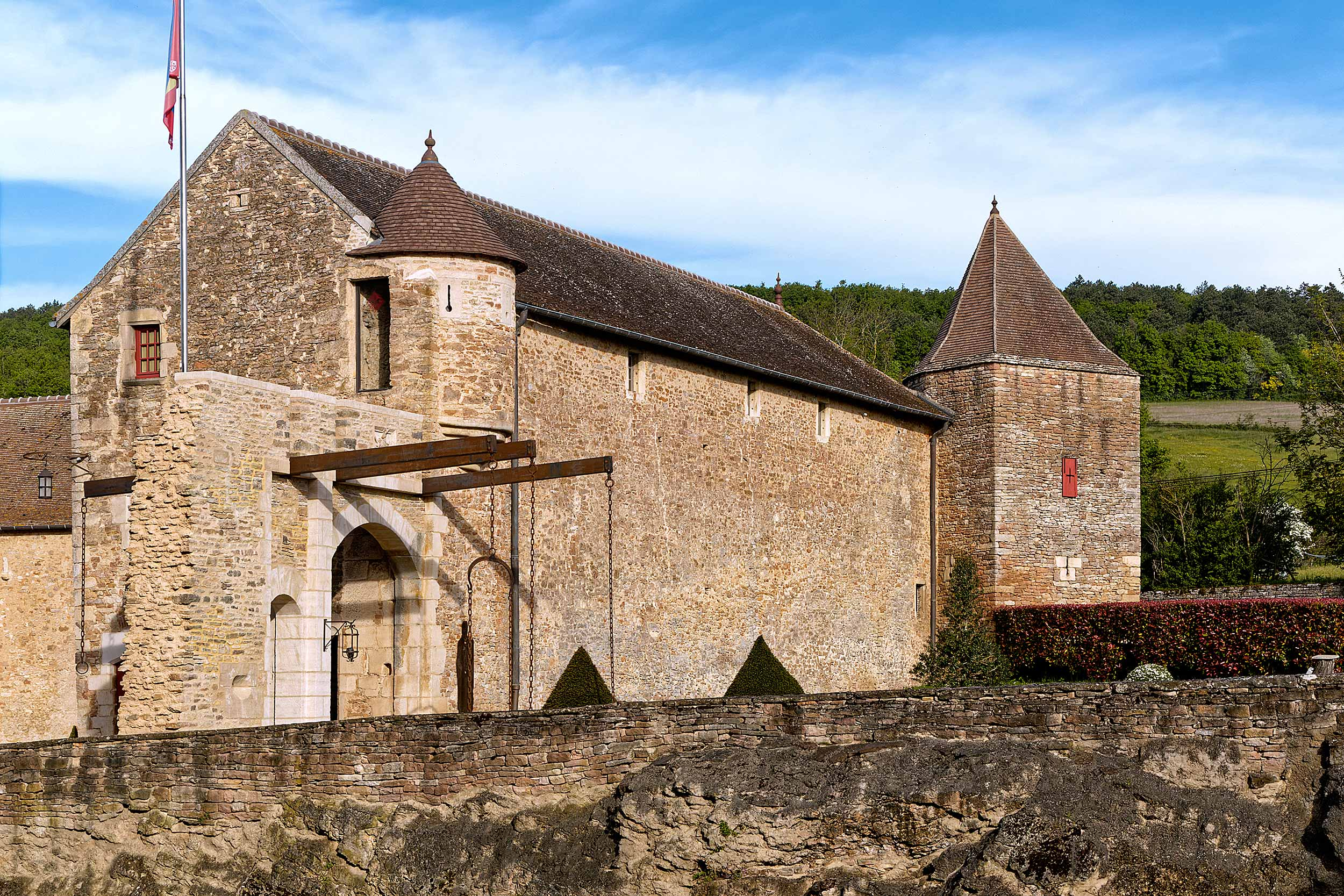
Façade nord des communs

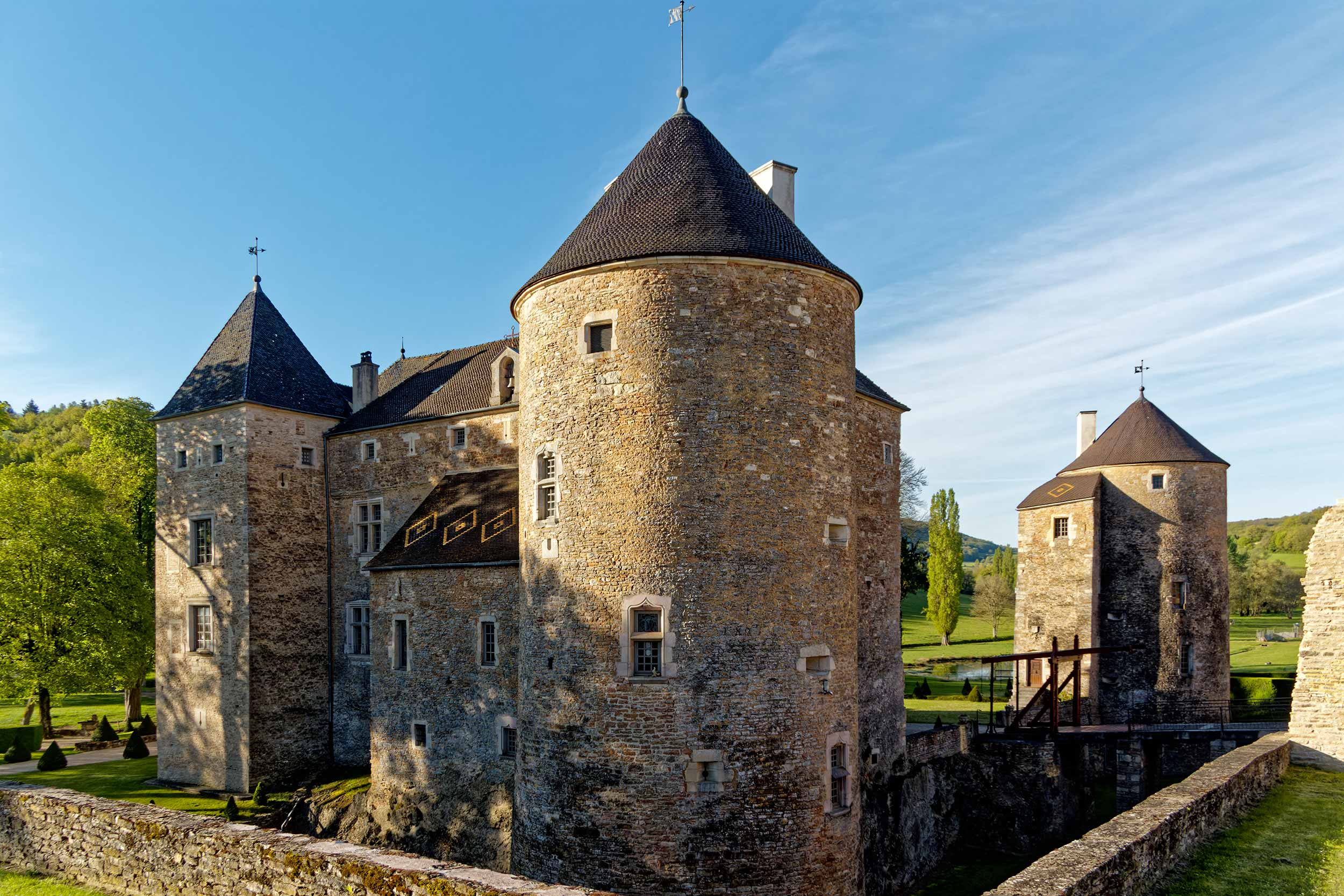
Angle nord

Le château de Ruffey est situé en Saône-et-Loire, sur la commune de Sennecey-le-Grand, au hameau de Ruffey, au fond d'un vallon.
Il fait l’objet d’une inscription au titre des monuments historiques depuis le 9 décembre 1946.

## Description
Entouré de larges fossés, taillés dans le roc au nord et à l'ouest, le château occupait une plate-forme 
rectangulaire cantonnée de trois tours rondes et d'une tour carrée à l'est. Des bâtiments entouraient sur trois côtés la cour centrale limitée à l'ouest par une courtine percée d'un portail qu'un pont-levis reliait à la basse-cour fortifiée. Il en subsiste, isolée, la tour de l'angle ouest et, à l'est, entre la tour carrée et une tour ronde, le corps de logis principal et une courte aile en retour d'équerre qui sont éclairés par des fenêtres à meneaux et possèdent de belles cheminées à vastes manteaux moulurés. Un chemin de ronde règne dans l'épaisseur des murs, à la base des toits.
Les communs sont dotés du même dispositif.

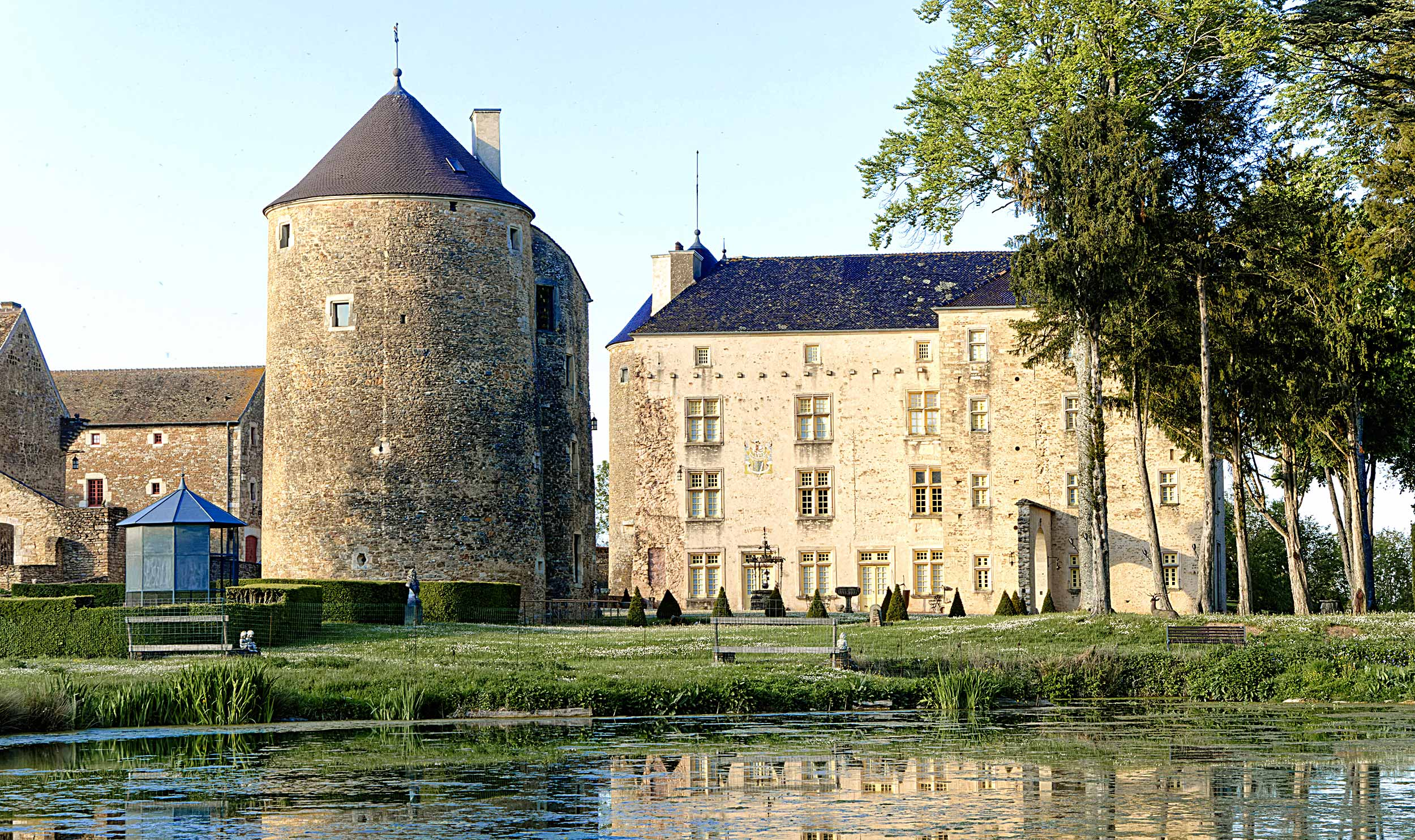
Façade sud du Château de Ruffey

## Historique
- XIIIe siècle : la famille de Brancion fait vraisemblablement bâtir le château, à l'emplacement d'un ancien poste romain.
- XIVe siècle : le fief est tenu par la maison de Nanton à la suite du démantèlement des possessions de la maison de Brancion.
- fin XVe siècle : le château est aménagé par Claude de Lugny qui fait également édifier une chapelle seigneuriale sur le flanc sud de l'église Saint-Julien[2].
- XVIe siècle : par succession, le château passe à la famille de Seyssel La Chambre.
- Fin du XVIe siècle : la famille précédente vend la seigneurie aux Bauffremont de Sennecey.
- 1714 : le fief est détaché de la baronnie de Sennecey pour le duc de Lauzun.
- Première moitié du XVIIIe siècle : ce dernier cède l'ensemble aux Gontaut-Biron.
- An VI : le domaine est vendu.
- Vers 1825 : partiellement détruit, le château est laissé à l'abandon.
- À partir de 1875 : une restauration est entreprise par J.-B. Virey.

### Armoiries des seigneurs successifs

Armes des Brancion.
Armes des Nanton.
Armes des Lugny.

- La Chambre : « D'azur au chevron d'or, accompagné de trois têtes de lion arrachées d'or, lampassées de gueules, posées deux et un. »
- Nompar de Caumont (duc de Lauzun): « D'azur à trois léopards d'or l'un sur l'autre, armés, lampassés et couronnés de gueules. »
- Gontaut Biron : « Un écu en bannière, écartelé d'or et de gueules. »